# Backa kyrka
Backa kyrka är en kyrkobyggnad belägen i stadsdelen Backa, Göteborgs kommun. Den tillhör Backa församling i Göteborgs stift och Svenska kyrkan.

## Historia
Nuvarande kyrka ersatte en medeltida kyrka som troligen uppfördes på 1100-talet eller tidigt 1200-talet. Enligt en äldre beskrivning hade denna kyrkan ett smalare kor som revs och ersattes 1721 av ett kor med samma bredd som långhuset och ett tresidigt avslut i öster. 1758 fick innertaket figurativa framställningar utförda av Johan Ross. En minnessten på kyrkogården markerar platsen för koret i medeltidskyrkan, som revs då den nya byggdes.

## Kyrkobyggnaden
Nuvarande kyrkobyggnad ritades av Johan Fredrik Åbom vid Överintendentsämbetet och togs i bruk 1864, fast invigningen ägde rum först 1868. Kyrkan är byggd i nyromansk stil med ett tresidigt avslutat kor. De flesta muröppningarna är rundbågiga. Den hade ursprungligen ett spetsigt torn. På grund av tornspirans dåliga skick fick denna bytas ut 1927 mot den nuvarande pyramidformade spiran ritad av arkitekt Axel Forssén. 
Kyrkans interiör har restaurerats omfattande flera gånger under 1900-talet. År 1900 täcktes det gamla innertaket med en brädpanel som målades i tre nyanser av brunt. Samtidigt målades bänkarna i ekdekoration och väggarna fick dekormålning. Koret har sedan 1913 två fönster med glasmålningar utförda av Axel Lindgren. År 1915 fick resten av kyrkan blyinfattade fönster. Takmålningen, som visar Jesu liknelse om det stora gästabudet, utfördes till kyrkans hundraårsdag av Joël Mila.
En omfattande restaurering utfördes 2004 då hela interiören konserverades och delvis fick en ny förgsättning.

## Inventarier

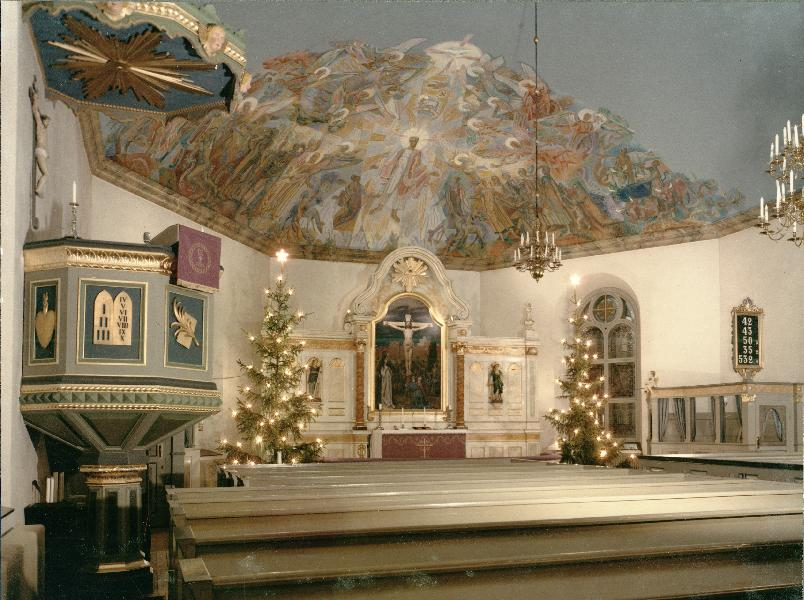
Kyrkans interiör mot altaret.

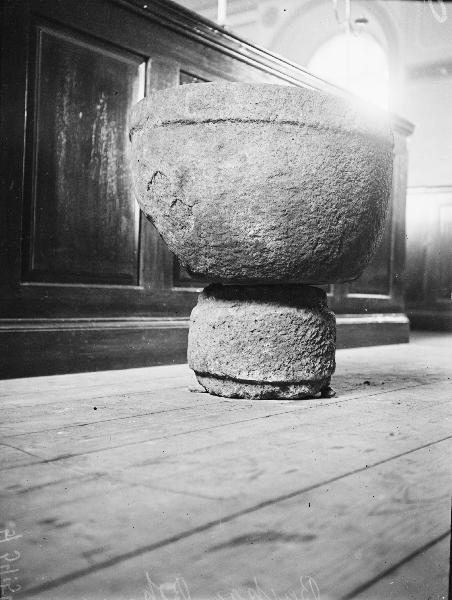
Backa kyrkas medeltida dopfunt.

- Det äldsta inventariet är dopfunten från den tidigare medeltida kyrkan. Den är huggen i täljsten och från 1200-talet, troligtvis utförd efter 1250. Den ursprungliga foten saknas och dess nya fot är tillverkad 1934. Dopfunten har en halvsfärisk cuppa och saknar uttömningshål.[3] Dopskålen i tenn utfördes 1737 av tenngjutaren Jonas Boström.[3]
- Altaruppsatsen är snidad av Johan Joakim Beckman och stofferades 1736 av Johan Ross den äldre. Den föreställer Jesus på korset omgiven av två figurer som symboliserar tron och hoppet. I den gamla kyrkan hade altaruppsatsen även två änglar med facklor, som idag pryder korstolarna, samt ett lamm med segerfana.[3]
- Ett nytt altare med skrank tillkom 1906, ritat av Axel Lindegren.
- Altartavlan målades 1906 av Gottfrid Kallstenius.
- Predikstolen pryds av en målning av Johan Ross, vilken utfördes 1758 och föreställer de Fyra Evangelisterna.[3]

### Klockor
- Lillklockan är gjuten 1771 av Abraham Wetterholtz i Göteborg, äldste son till klockgjutare Andreas Wetterholtz i Malmö, och kommer från den gamla klockstapeln.
- Storklockan är gjuten 1901 av Göteborgs Mekaniska verkstad.

### Orgel
Orgelns fasad är byggd 1868 av Johan Nikolaus Söderling. Ett nytt orgelverk tillkom 1994, byggt i Söderlings anda av Åkerman & Lund Orgelbyggeri och med nio stämmor mer eller mindre bevarade. Den mekaniska orgeln har nu 28 stämmor fördelade på två manualer ocvh pedal.

#### Disposition
| Huvudverk (I) C-f3      | Öververk (II) C-f3  | Pedalverk (P) C-f1 | Koppel |
| Principal 16' (från c0) | Gedakt 16'          | Violon 16'         | I/P    |
| Borduna 16'             | Vox Retusa 8'       | Subbas 16'         | II/P   |
| Principal 8'            | Fugara 8'           | Violoncelle 8'     | II/I   |
| Dubbelflöjt 8'          | Flute Amabilis 8'   | Gedakt 8'          |        |
| Viola da Gamba 8'       | Principal 4'        | Octava 4'          |        |
| Octava 4'               | Flute Oktaviante 4' | Basun 16'          |        |
| Spetsflöjt 4'           | Flute Pecola 2'     | Trumpet 8'         |        |
| Octava 2'               | Scharf II           |                    |        |
| Scharf III              | Clarinette 8'       |                    |        |
| Cornet II (från c0)     |                     |                    |        |
| Cornet I (från c0)      |                     |                    |        |
| Trumpet 8'              |                     |                    |        |

## Kyrkogården
Backa gamla kyrkogård är troligen från 1200-talet, men är dokumenterad först år 1750. På kyrkogården finns en minnessten över den medeltida kyrkan, vilken revs när den nuvarande byggdes. Kyrkogården omfattar 0,6 hektar och har 369 gravar.

Intill den gamla kyrkogården ligger Backa nya kyrkogård, vilken anlades 1932. Den omfattar 10 800 m² och har 1 196 gravar.

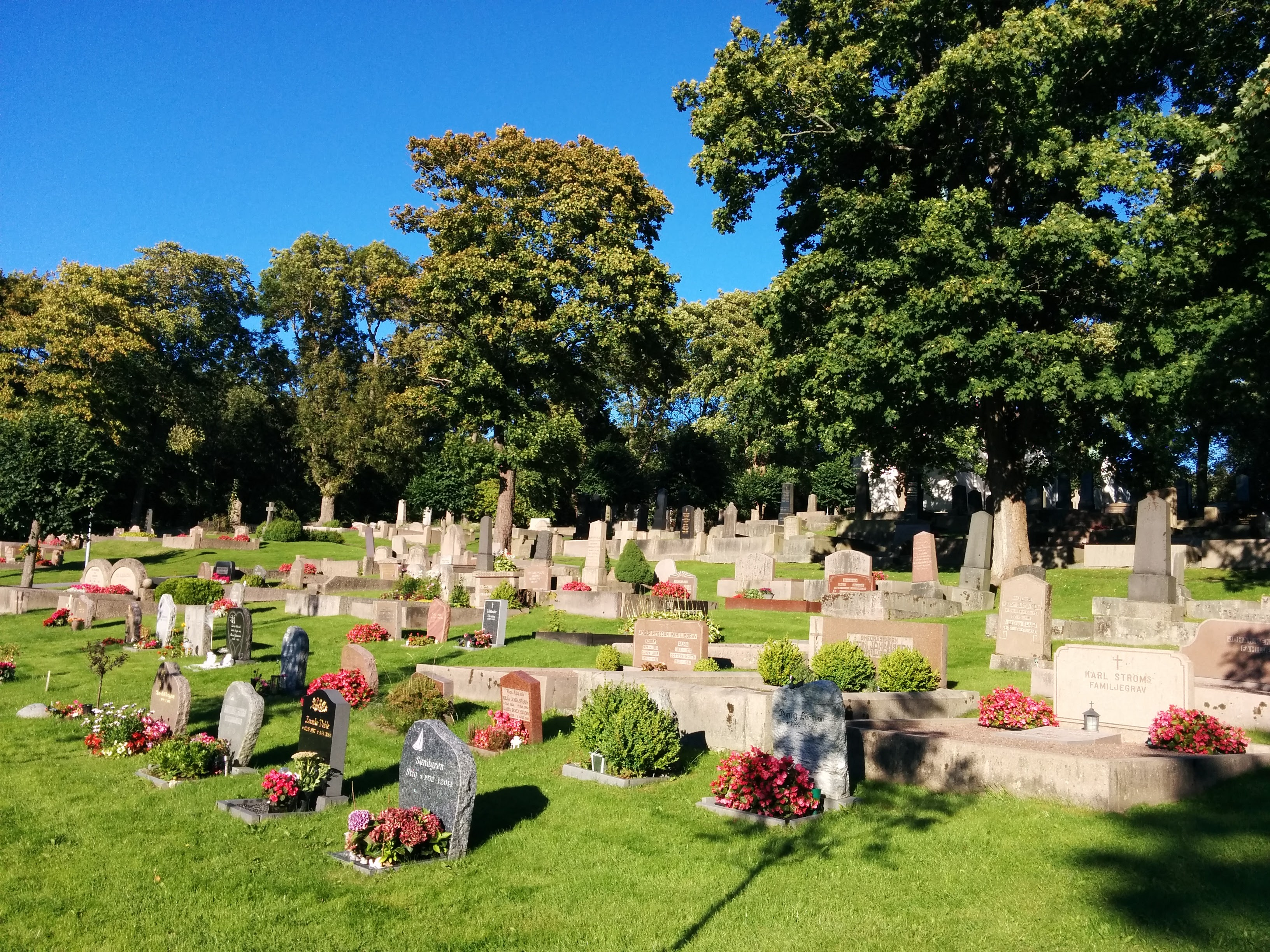
Backa gamla kyrkogård.
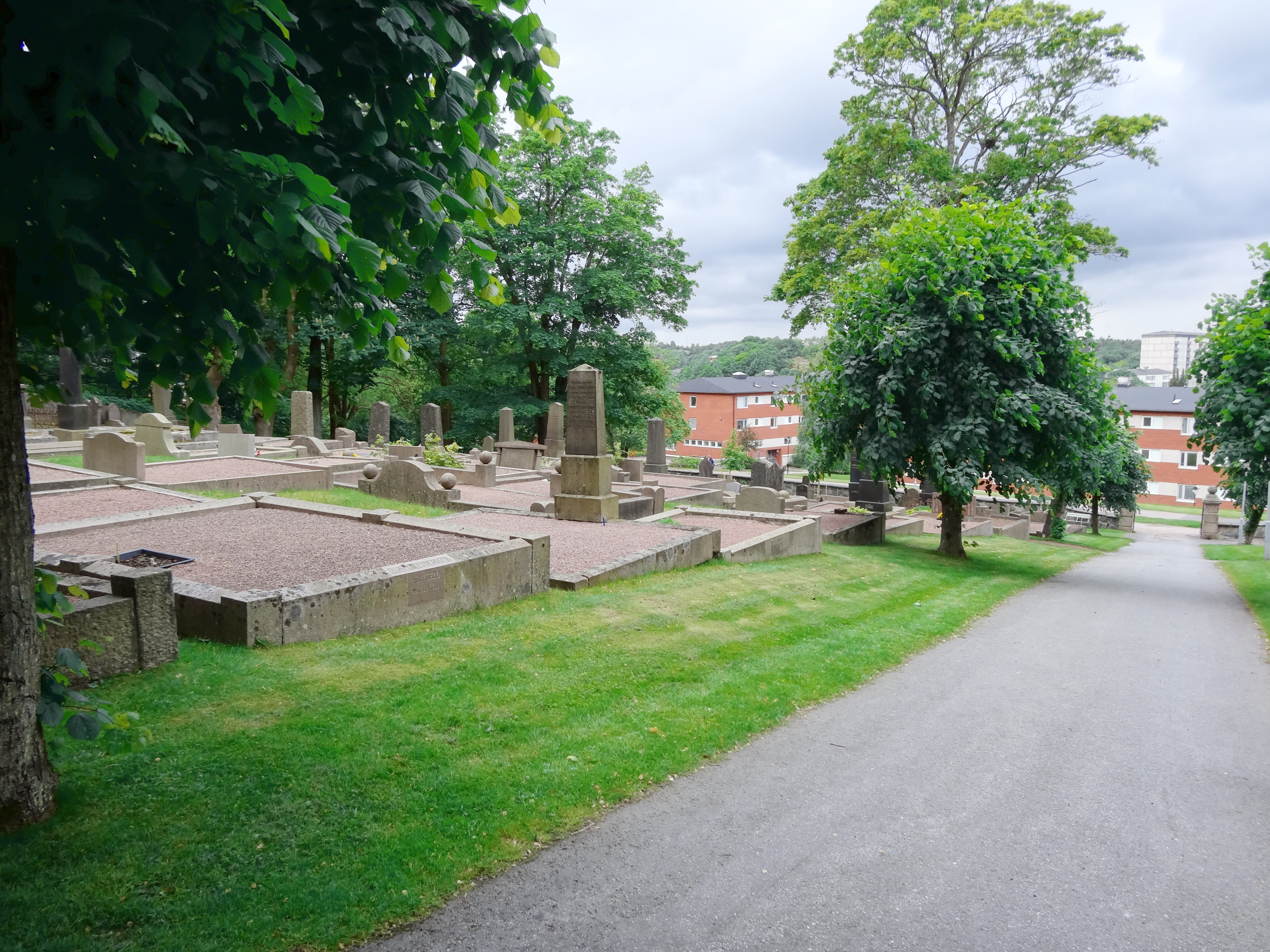
Backa gamla kyrkogård.